# Departementsråd (Norge)

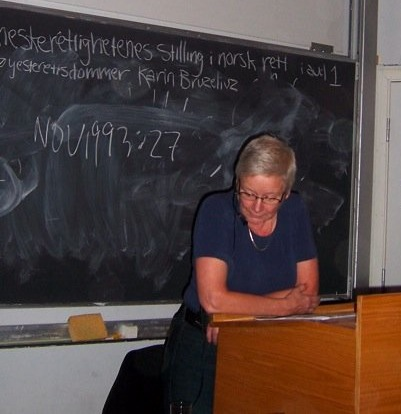
Karin Maria Bruzelius, departementsråd i Samferdselsdepartementet 1989–1997, var det första kvinnliga departementsrådet i Norge.

Departementsråd är en norsk titel på en ämbetsman med den högsta ämbetsmannatjänsten i ett departement. Ett departementsråd är direkt underställd departementschefen, som är ett statsråd. Departementsrådet är administrativ chef för departementet och ministerns närmaste administrativa rådgivare.
Vid Statsministerns kontor kallas befattningen sedan 2001 "regjeringsråd" (departementsråd 1987–2001), i Utenriksdepartementet "utenriksråd"", i Finansdepartementet "finansråd" och i Forsvarsdepartementet "forsvarsråd". Regjeringsrådet är sekreterare i statsrådet och regeringens sekreterare, främste administrativa rådgivare för statsministern och regeringen, samt administrativ chef for Statsministerns kontor.
Utenriksrådsämbetet upprättades 1922. Den 8 maj 1945 tillsattes efter den tyska ockupationen förhandsutpekade samordnare i departementen, vilka hade titeln "rådmann". Deras ämbetstid utlöpte den 13 december 1945 och deras funktion övertogs av departementsråden. Finansrådsämbetet och forsvarsrådsämbetet inrättades 1952.
Departementsråden håller lunchsammanträden varje onsdag.